# 하토르
하토르(Hathor)는 사랑과 미의 여신이며 오시리스와 이시스의 아들인 호루스의 부인이다. 태양신 라의 딸이며, 하토르가 태양신 라의 벌을 행할 때에는 파괴의 여신 세크메트로 변한다고도 알려져 있다.

## 하토르 신전
하토르 신전 또는 하트호르 신전은 하토르를 경배하는 신전이다. 유적의 입구에서부터 나란히 자리잡고 있는 탄생전, 콥트 교회 터, 네크타네보의 탄생전, 하트호르 신전, 이시스 신전을 통틀어 하트호르 신전이라고 부른다. 먼저 보이는 탄생전은 현존하는 가장 오래된 탄생전이다. 안뜰을 사이에 두고 세워진 것이 하트호르 신전인데, 암소머리의 여신 하트호르에게 바친 것으로 구조는 그 시대에 세워진 신전의 전형적인 것으로 2개의 열주실에 전실과 지성소가 잇달아 있는데, 지성소를 둘러싸고 예배당, 태양신 ‘라’의 옥좌, 불의 방, 물의 방, 공물의 방 등 11개의 작은 방이 딸려 있다. 예배당에는 하트호르 여신상이 있고, 고대에는 신년의식이 여기에서 행해진 것으로 추측된다. 신전의 남쪽 벽에는 클레오파트라와 카이사르의 아들인 프톨레마이오스 16세의 부조가 뚜렷이 보이고, 그 밖에 전체도, 상형문자 해독의 단서가 된 카르투시 등이 있는 것으로 유명하다.

## 같이 보기
- 세크메트
- 호루스
- 아프로디테
- 이시스
- 마트
- 바스테트